# Коле Сан Ђовани (Л'Аквила)
Коле Сан Ђовани (итал. Colle San Giovanni) је насеље у Италији у округу Л'Аквила, региону Абруцо.
Према процени из 2011. у насељу је живело 27 становника. Насеље се налази на надморској висини од 627 м.